# Principado de Gardamana
```
   |-
       | 
Erro:
:  
valor não especificado para "
continente
"
```

Principado de Gardamana (em armênio: Գարդամանի իշխանություն; romaniz.: Gardamani ishkhanut’yun) foi um antigo principado armênio no nordeste da Grande Armênia, que incluía os gavares homônimos de Gardamana e Tavuxe da ascar de Otena. Fazia fronteira com Artsaque a oeste, com o principado de Sacasena a sudeste, com a Albânia a nordeste pelo rio Cura e com Gogarena a noroeste. A Fortaleza de Gardamana era o centro de Gardamana. A antiga tribo que vivia aqui também era chamada de Gardamana. Na época dos Arsácidas, aqui ficava a residência dos nacarares de Otena, por isso a naangue era conhecida como "Principado dos gardamanos" (em armênio: Գարդմանցոց իշխանություն; romaniz.: Gardmants’vots’ ishkhanut’yun) do ponto de vista administrativo e político. De acordo com o historiador Leão, Gardamana foi o lugar onde o principado de Arrã Sisaquiã foi inicialmente estabelecido e do qual descendeu a dinastia Haicazuni de Gardamana.